# Tyrannochthonius jonesi
Tyrannochthonius jonesi är en spindeldjursart som beskrevs av Chamberlin 1995. Tyrannochthonius jonesi ingår i släktet Tyrannochthonius och familjen käkklokrypare. Inga underarter finns listade i Catalogue of Life.